# Hend Zaza
Pour les articles homonymes, voir Zaza.
Hend Zaza (en arabe : هند ظاظا), née le 1er janvier 2009 à Hama, est une pongiste syrienne. Elle est connue pour être à 12 ans l'athlète la plus jeune de l'histoire du tennis de table aux Jeux olympiques, ainsi qu'être le porte-drapeau de la délégation syrienne aux Jeux olympiques 2020 de Tokyo. 
Malgré la guerre civile dans son pays, elle remporte le tournoi de qualification ouest-asiatique qui a eu lieu à Amman en Jordanie,. Elle est la cinquième participante la plus jeune dans l'histoire des Jeux olympiques. Elle s'est inclinée 4-0 contre l'Autrichienne Liu Jia (39 ans) lors du tour préliminaire du simple dames.
Elle est médaillée de bronze par équipes femmes aux Jeux panarabes de 2023 à Tipaza.